# Lima Maru
Lima Maru – japoński transportowiec, zatopiony w wyniku ataku torpedowego podczas II wojny światowej.
Budowę statku dla Nippon Yūsen rozpoczęto w październiku 1919 roku w Nagasaki. Wodowano go 25 marca 1920 r. i miesiąc później oddano do użytku.
Statek używany był do transportu żołnierzy m.in. podczas japońskiej inwazji na Filipiny oraz kampanii w Holenderskich Indiach Wschodnich. We wrześniu 1942 r. używany był do transportu 300 alianckich jeńców wojennych z Manili do Takao, podczas podróży zmarło 8 jeńców.
W lutym 1944 statek należał do konwoju MOTA-02 i transportował oddział 2900 żołnierzy z Kitakyūshū do Takao. Podczas podróży statek został storpedowany przez amerykański okręt podwodny USS "Snook". Trafiony trzema torpedami statek eksplodował, z transportu przeżyło około 150 żołnierzy. Statek zatonął na pozycji 31°05′N 127°37′E.